# No, la folle gloria del comando
No, la folle gloria del comando (Non, ou a vã glória de mandar) è un film del 1990 diretto da Manoel de Oliveira. Fu presentato al Festival di Cannes 1990.
(António Vieira, citato nel film)

## Trama
Il film raffigura una serie di sconfitte della storia militare del Portogallo proteso verso la costruzione di un unico impero - l'assassinio di Viriato, la battaglia di Toro, la battaglia di Alcazarquivir - viste attraverso flashback e raccontate attraverso i dialoghi tra il tenente Cabrita e i suoi soldati impegnati in perlustrazione attraverso le colonie africane del Portogallo durante la guerra coloniale. Cabrita coinvolge i suoi compagni in riflessioni politiche e filosofiche, finché il piccolo contingente subisce un attacco di sorpresa della guerriglia indipendentista, durante il quale egli e molti dei suoi soldati rimarranno uccisi.

## Considerazioni
I personaggi coinvolti nell'azione sono tutti maschili e la maggior parte degli attori arriva ad interpretare più ruoli. Le figure femminili entrano in gioco, prive di immagini, nelle parole dei racconti dei soldati, dei loro preconcetti, delle loro esperienze personali. Nel film si hanno interventi iconografici, parlati e cantati, di due dee, Venere e Teti e di un personaggio storico,  Doña Isabel, infanta di Castiglia, il cui matrimonio con il principe del Portogallo Alfonso d'Aviz avrebbe dovuto suggellare la pace del 1479 tra Castiglia e Portogallo riaccendendo l'utopia di un Impero portoghese rafforzato così dal loro matrimonio, fondante una monarchia iberica universale. È stato scritto che «si ha l'impressione di un vaniloquio costante dei protagonisti, (...) Ma, nell'ultimo quarto d'ora di questo film, non c'è neppure un dialogo e l'estetica si rifà chiaramente al cinema muto, (...)». La vanagloria del potere ha, nei flashback inseriti che forzano lo spazio - tempo immettendo mito e storia, come contraltare, l'innocenza rappresentata dai putti le cui frecce hanno l'obiettivo di far innamorare e non di uccidere. Ciò che resta della follia delle conquiste, dai Greci ai Romani fino ai Portoghesi. Il dono che il Portogallo ha fatto all'umanità sono le scoperte di nuove terre, Vasco de Gama e i suoi uomini che onorano gli dei nell'isola degli Amori.